# Heidenheim Heideköpfe
Heidenheim Heideköpfe est un club allemand de baseball basé à Heidenheim an der Brenz, dans le Land de Bade-Wurtemberg, évoluant en championnat d'Allemagne.

## Histoire
Le club est fondé en août 1992 et rejoint l'élite du championnat d'Allemagne en 2000. De 2002 à 2007, Heidenheim dispute les play-offs sans jamais atteindre la finale. Le titre a été remporté jusqu'à présent en 2009, 2015, 2017 et 2019.

## Palmarès
- Champion d'Allemagne : 2009, 2015, 2017 et 2019
- Champion d'Allemagne de D2 Sud : 1999
- Vainqueur de la Coupe d'Europe : 2019
- Finaliste de la Coupe d'Europe : 2010